# No-Cloning-Theorem
Das No-Cloning-Theorem ist ein bedeutsames Resultat der Quantenphysik. Das No-Cloning-Theorem besagt, dass man von einem unbekannten Quantenzustand keine Kopie erstellen kann. Demnach ist es nicht möglich, ein System zu bauen, das jedes beliebige Qubit perfekt auf ein anderes Qubit kopiert, ohne dabei das ursprüngliche zu verändern. Das Theorem kann einerseits als Konsequenz der Unitarität von quantenmechanischen Zeitentwicklungsoperatoren oder der Linearität von Operatoren gesehen werden.
Das No-Cloning-Theorem hat weitreichende Folgen für die Quanteninformatik. Zum einen können klassische Fehlerkorrekturcodes, die darauf beruhen, die zu übertragende Information zu kopieren, nicht angewandt werden. Zum anderen kann niemand eine entsprechende Informationsübertragung unbemerkt abhören, da er dazu eine Kopie der übertragenen Qubits anlegen müsste. Das Theorem bildet eine der Grundlagen der Quantenkryptografie.

## Zur Geschichte
Auslöser der Entdeckung des No-Cloning-Theorems war 1982 eine Arbeit von Nick Herbert, nach der es möglich wäre, durch das Kopieren von Qubits eine überlichtschnelle Informationsübertragung zu realisieren. William Wootters und Wojciech Zurek und zeitgleich und unabhängig von ihnen Dennis Dieks veröffentlichten im gleichen Jahr das No-Cloning-Theorem und zeigten damit, dass auf diese Art und Weise keine überlichtschnelle Informationsübertragung erfolgen kann.
Wie Asher Peres anmerkt, wurde das No-Cloning-Theorem schon 1980 in einem unveröffentlichten Refereereport von Giancarlo Ghirardi bewiesen. Auf einen noch früheren Beweis durch James Park im Jahr 1970 wies später Juan Ortigoso hin.

## Beweis
Das No-Cloning-Theorem wird durch Widerspruchsbeweis gezeigt. Es wird angenommen, dass ein quantenmechanisches Verfahren existiert, das Qubits in einem beliebigen Zustand perfekt kopieren kann. Diese Annahme wird anschließend zum Widerspruch geführt.
Laut Annahme wirkt eine perfekte Quanten-Kopiermaschine wie folgt: sie erhält als Input ein Quantensystem in einem beliebigen Zustand {\displaystyle |\varphi \rangle } und liefert als Ausgabe zwei Quantensysteme, jedes davon im Zustand {\displaystyle |\varphi \rangle } also beide zusammen im Produktzustand {\displaystyle |\varphi \rangle \otimes |\varphi \rangle }. Das Theorem wird hier für den Spezialfall, dass die Kopiermaschine durch eine unitäre Abbildung auf der Raum der Input- und Outputsysteme realisiert werden kann, bewiesen, das Theorem gilt aber für beliebige Quantenkanäle, die allgemeinste Form von spurerhaltenden Quantenoperationen.
Es seien nun {\displaystyle |\phi \rangle } und {\displaystyle |\psi \rangle } zwei beliebige Zustände, die auf einen davon unabhängigen Zustand {\displaystyle |k\rangle } kopiert werden sollen. Da Skalarprodukte (und Wahrscheinlichkeiten) erhalten werden sollen, kann das dazu notwendige Verfahren nur durch eine unitäre Abbildung {\displaystyle U} beschrieben werden. Diese muss zur Kopienbildung folgende Eigenschaften besitzen:
{\displaystyle U(|\phi \rangle \otimes |k\rangle )=|\phi \rangle \otimes |\phi \rangle }
{\displaystyle U(|\psi \rangle \otimes |k\rangle )=|\psi \rangle \otimes |\psi \rangle }
Für das Skalarprodukt {\displaystyle \langle U(\phi \otimes k)|U(\psi \otimes k)\rangle } lassen sich also folgende zwei Gleichungen angeben:
{\displaystyle \langle U(\phi \otimes k)|U(\psi \otimes k)\rangle =\langle \phi \otimes \phi |\psi \otimes \psi \rangle }
{\displaystyle \langle U(\phi \otimes k)|U(\psi \otimes k)\rangle =\langle \phi \otimes k|\psi \otimes k\rangle }
Die erste Gleichung folgt hierbei durch Einsetzen der obigen Gleichungen, während sich die zweite Gleichung ergibt, da unitäre Abbildungen das Skalarprodukt nicht verändern. Somit erhält man
{\displaystyle \langle \phi \otimes \phi |\psi \otimes \psi \rangle =\langle \phi \otimes k|\psi \otimes k\rangle ,}
sowie auf Grund der Verträglichkeit von Skalarprodukt und Tensorprodukt
{\displaystyle \langle \phi |\psi \rangle \langle \phi |\psi \rangle =\langle \phi |\psi \rangle \langle k|k\rangle \,.}
Da {\displaystyle \langle k|k\rangle =1} folgt also
{\displaystyle \langle \phi |\psi \rangle ^{2}=\langle \phi |\psi \rangle .}
Diese Gleichung hat nur die Lösungen {\displaystyle \langle \phi |\psi \rangle =0} und {\displaystyle \langle \phi |\psi \rangle =1}. Das bedeutet, dass entweder {\displaystyle \phi =\psi } ist (falls {\displaystyle \langle \phi |\psi \rangle =1}) oder {\displaystyle \phi } und {\displaystyle \psi } orthogonal sind (falls {\displaystyle \langle \phi |\psi \rangle =0}). Damit kann ein quantenmechanisches Verfahren, welches in der Lage ist, einen Zustand {\displaystyle \psi } zu kopieren, bestenfalls noch zu {\displaystyle \psi } und auch untereinander orthogonale Zustände kopieren. Von allen anderen Zuständen produziert das Verfahren nur fehlerhafte Kopien (mit Fidelität {\displaystyle F<1}).
Ein alternativer Beweis, welcher die Linearität von {\displaystyle U} ausnutzt, lässt sich folgendermaßen formulieren:
Sei {\displaystyle |\phi \rangle } der zu Zustand, welcher auf {\displaystyle |k\rangle } kopiert werden soll. Wir entwickeln {\displaystyle |\phi \rangle } in eine beliebige Basis {\displaystyle |\phi _{j}\rangle } :
{\displaystyle |\phi \rangle =\sum _{j}a_{j}|\phi _{j}\rangle }
mit beliebigen Entwicklungskoeffizienten {\displaystyle a_{j}}. Mit dieser Entwicklung folgt bei der Anwendung von  {\displaystyle U}
{\displaystyle U(|\phi \rangle \otimes |k\rangle )=|\phi \rangle \otimes |\phi \rangle =\sum _{j}a_{j}|\phi _{j}\rangle \otimes \sum _{j}a_{j}|\phi _{j}\rangle }
Da {\displaystyle U} einen beliebigen Zustand kopieren soll, muss auch für die einzelnen Basisvektoren {\displaystyle \phi _{j}} gelten:
{\displaystyle U(|\phi _{j}\rangle \otimes |k\rangle )=|\phi _{j}\rangle \otimes |\phi _{j}\rangle }
Dies impliziert jedoch für den Kopiervorgang von {\displaystyle |\phi \rangle }
{\displaystyle U(|\phi \rangle \otimes |k\rangle )=U\left(\sum _{j}a_{j}|\phi _{j}\rangle \otimes |k\rangle \right){\stackrel {\text{Lin.}}{=}}\sum _{j}a_{j}U(|\phi _{j}\rangle \otimes |k\rangle )=\sum _{j}a_{j}|\phi _{j}\rangle \otimes |\phi _{j}\rangle }
wobei wir die Linearität von {\displaystyle U} verwendet haben. Es gilt jedoch
{\displaystyle \sum _{j}a_{j}|\phi _{j}\rangle \otimes \sum _{j}a_{j}|\phi _{j}\rangle \neq \sum _{j}a_{j}|\phi _{j}\rangle \otimes |\phi _{j}\rangle }
was die Existenz eines solchen {\displaystyle U} widerlegt.